# Stewart Alexander
Stewart "Skip" Alexander, född 6 augusti 1918, död 24 oktober 1997, var en amerikansk professionell golfspelare.  Han gick på Duke University mellan 1937 och 1940 och under den tiden hjälpte han universitetet att vinna Southern Conference Championship i golf tre gånger. Han vann dessutom de individuella tävlingarna två gånger, blev medaljör två gånger i Southern Intercollegiate och nådde kvartsfinalen två gånger i National Intercollegiate Tournament.
Alexander föddes i Philadelphia, Pennsylvania och växte upp i Durham, North Carolina. Han blev proffs 1941 och kom med på PGA-touren 1946. 1948 vann han sin första proffstävling i Tucson Open.
1950 var Alexander den ende överlevande i en flygkrasch där han brände sina händer svårt. Efter 17 operationer kom han tillbaka till golfen 1951 och hjälpte USA att vinna Ryder Cup.
Alexander vann 1959 Ben Hogan Trophy för handikappade golfspelare, blev invald i Carolinas Golf Hall of Fame 1986 och kom med i North Carolina Sports Hall of Fame 1987.